# Gabaston
Gabaston ist eine französische Gemeinde mit 676 Einwohnern (Stand: 1. Januar 2022) im Département Pyrénées-Atlantiques in der Region Nouvelle-Aquitaine. Sie gehört zum Arrondissement Pau und zum Kanton Pays de Morlaàs et du Montanérès (bis 2015: Kanton Morlaàs). Die Einwohner werden Gabastonnais genannt.

## Geographie
Gabaston liegt in der historischen Provinz Béarn an den Flüssen Gabas und Souye. Umgeben wird Gabaston von den Nachbargemeinden Saint-Laurent-Bretagne im Norden und Nordosten, Sedzère im Osten und Südosten, Espéchède im Süden, Ouillon im Süden und Südwesten, Morlaàs im Westen und Südwesten, Saint-Jammes im Westen sowie Higuères-Souye im Westen und Nordwesten.

## Bevölkerungsentwicklung
| 1962                      | 1968 | 1975 | 1982 | 1990 | 1999 | 2006 | 2012 |
| ------------------------- | ---- | ---- | ---- | ---- | ---- | ---- | ---- |
| 346                       | 342  | 458  | 592  | 602  | 562  | 605  | 611  |
| Quelle: Cassini und INSEE |      |      |      |      |      |      |      |

## Sehenswürdigkeiten
- Kirche Saint-Jean-Baptiste aus der zweiten Hälfte des 19. Jahrhunderts
- Reste der früheren Befestigung aus dem 11. Jahrhundert

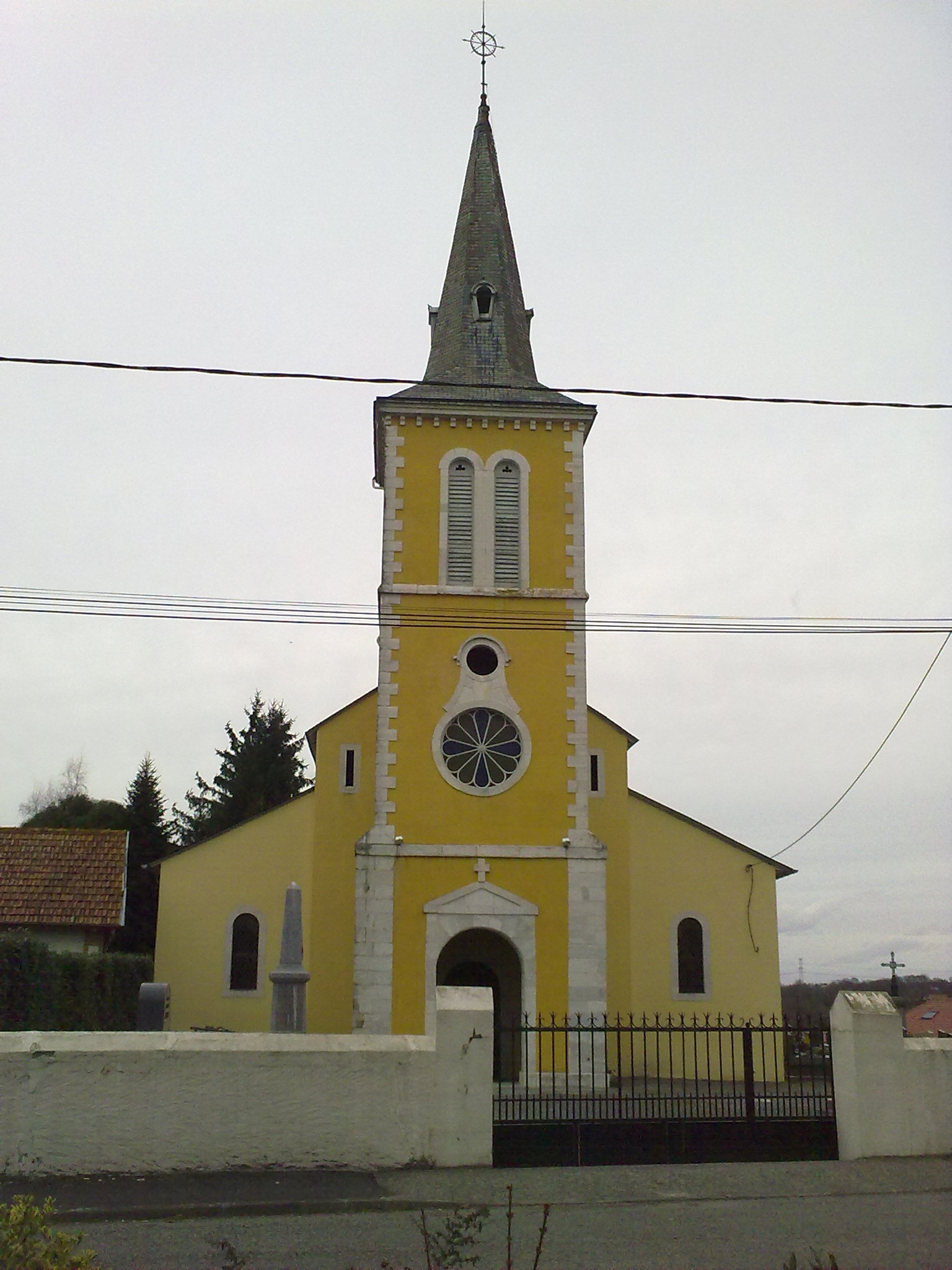
Kirche Saint-Jean-Baptiste

## Persönlichkeiten
- Piers Gaveston (1284–1312), Ritter und Favorit Edwards II., vermutlich hier geboren